# Stemonyphantes agnatus
Stemonyphantes agnatus es una especie de araña araneomorfa del género Stemonyphantes, familia Linyphiidae. Fue descrita científicamente por Tanasevitch en 1990.
Se distribuye por Ucrania, Turquía, Cáucaso (Rusia, Georgia, Azerbaiyán) e Irán. El cuerpo del macho mide aproximadamente 5,1 milímetros de longitud y el de la hembra 6,3 milímetros. Se ha encontrado a altitudes de hasta 2200 m s.n.m.